# Sydney Blank
Sydney Blank (nacido el 11 de junio de 1996) es un modelo estadounidense y fundador de la marca de moda Skinbysid.

## Biografía
Sydney nació en un pequeño pueblo de Ohio, Estados Unidos. A la edad de catorce años, firmó su primer contrato como modelo con Wilhelmina. Después de graduarse de la escuela secundaria en 2014, completó su educación en etiología. Más tarde se mudó a la ciudad de Nueva York a la edad de dieciocho años para seguir una carrera como modelo.
Después de una exitosa carrera como modelo y de trabajar con varias marcas líderes de moda y belleza en todo el mundo, Sydney lanzó su propia marca de belleza, SkinbySyd, en 2018. Blank ahora vive en Dubái.